# Château de Charovka
Le château de Charivka est un château néogothique situé en Ukraine à Charivka, dans la région de Kharkiv, à soixante kilomètres de Kharkiv.

## Historique
Ce château de pierres blanches dont l'entrée se présente avec un portique tétrastyle flanqué de deux tours crénelées hexagonales est typique du courant romantique de la première moitié du XIXe siècle. Il est construit par la famille Olkhovsky, puis vendu à la famille von Hebenstreit et en 1881 au « roi du sucre » d'origine allemande, Leopold Koenig. Celui-ci fait agrandir le château et aménager le parc, qui avait été dessiné par Christian von Hebenstrein, cette fois-ci par le fameux Georg Kuphaldt. La façade du château donne sur de grandes terrasses en étages qui descendent vers le parc. Le château est entouré de douves traversées par de petits ponts de pierres. L'ensemble du territoire mesure quarante-trois hectares. Il faisait soixante-dix hectares avant 1917. 
Du temps de l'URSS et jusqu'en 2008, on y trouvait un sanatorium pour les travailleurs tuberculeux. Le parc a commencé à être restauré en 2009. Le château se trouve dans un parc classé au registre national des monuments d'Ukraine,.

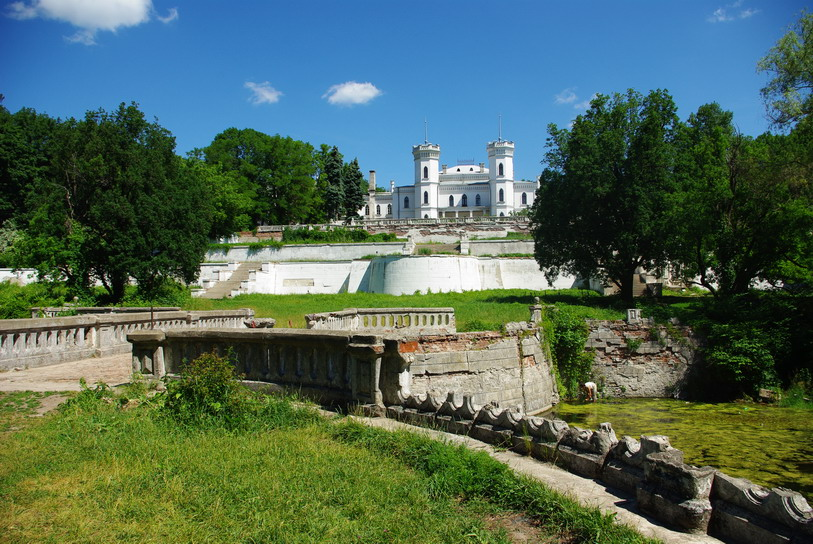
Château de Charovka,
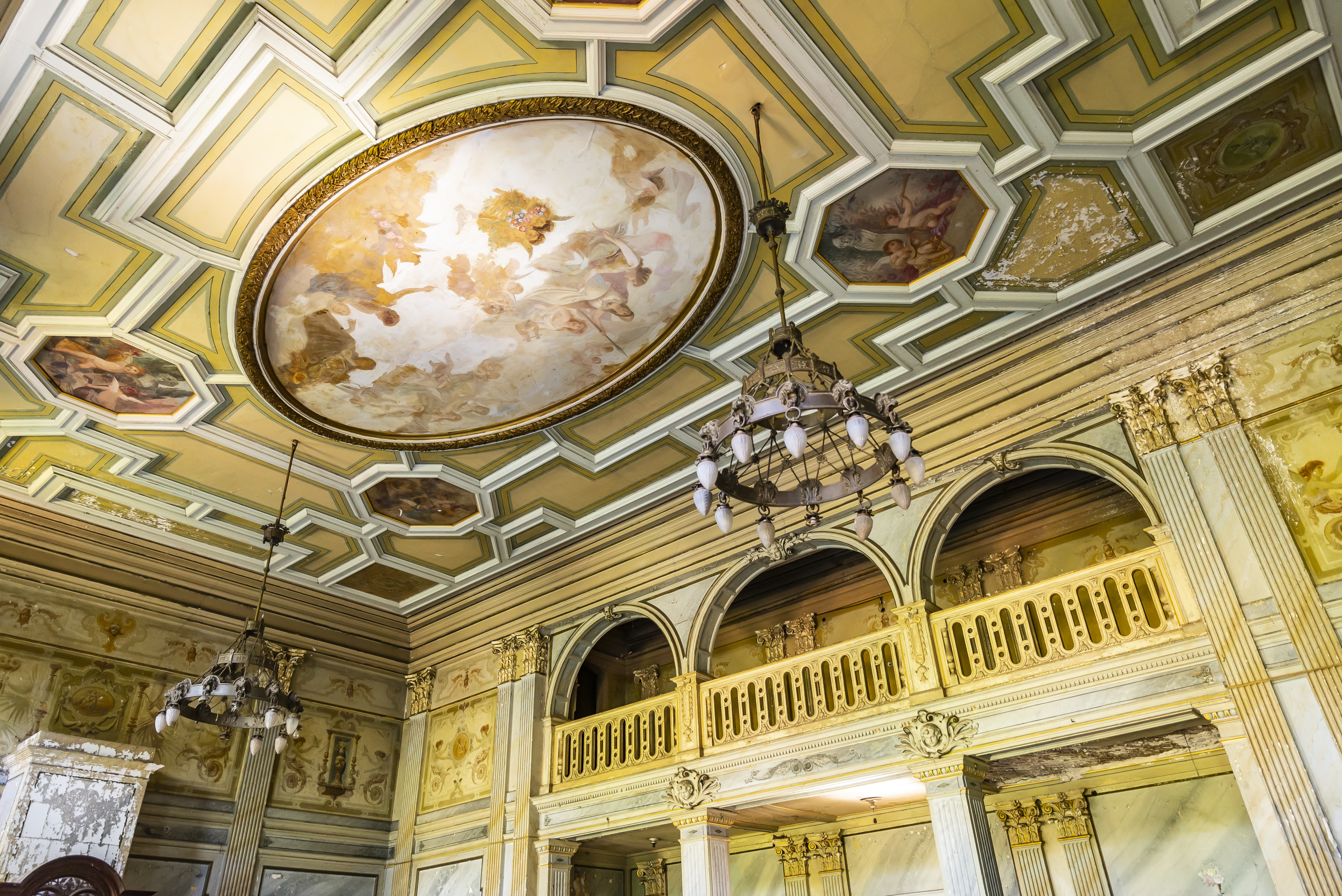
décoration
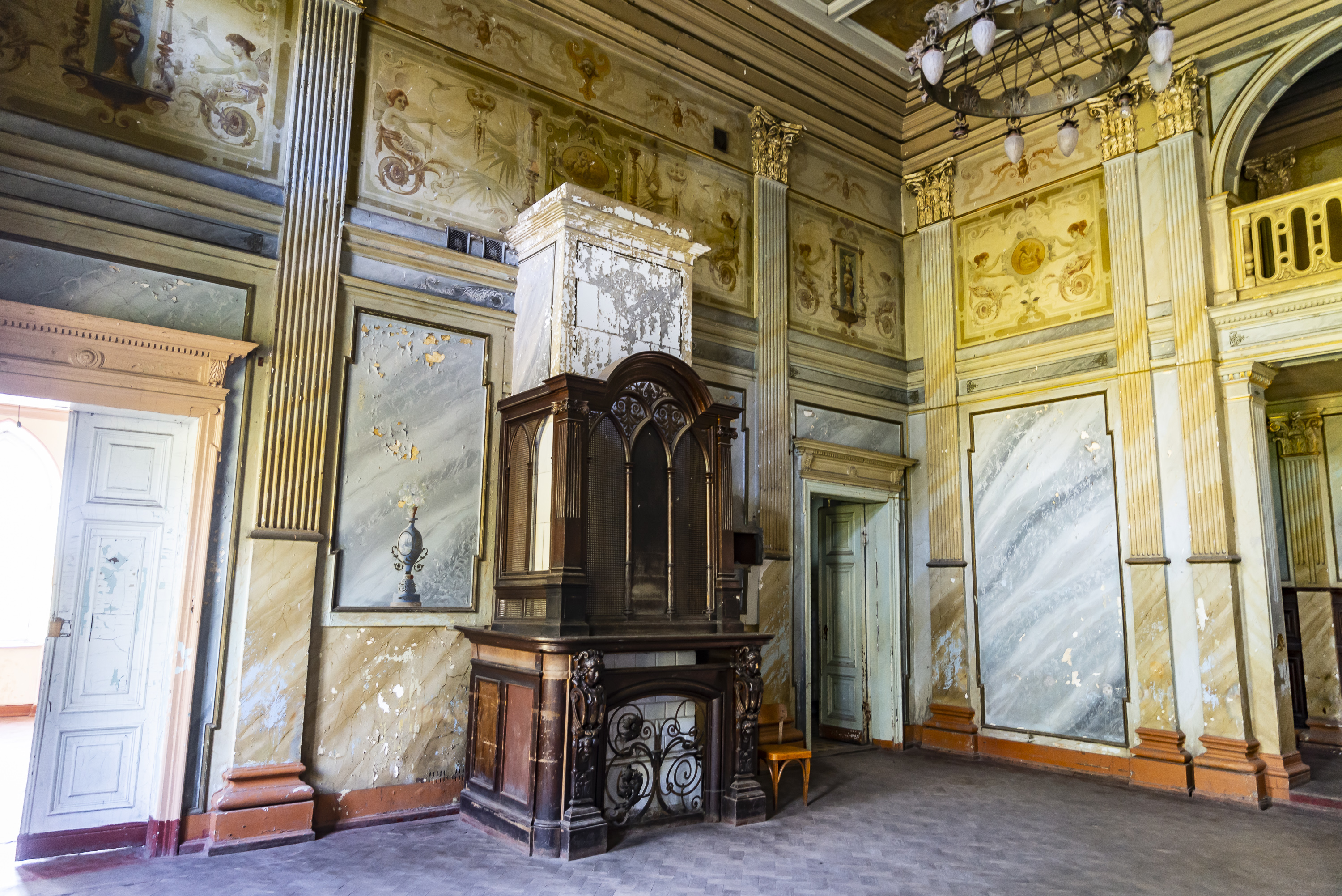
intérieure,
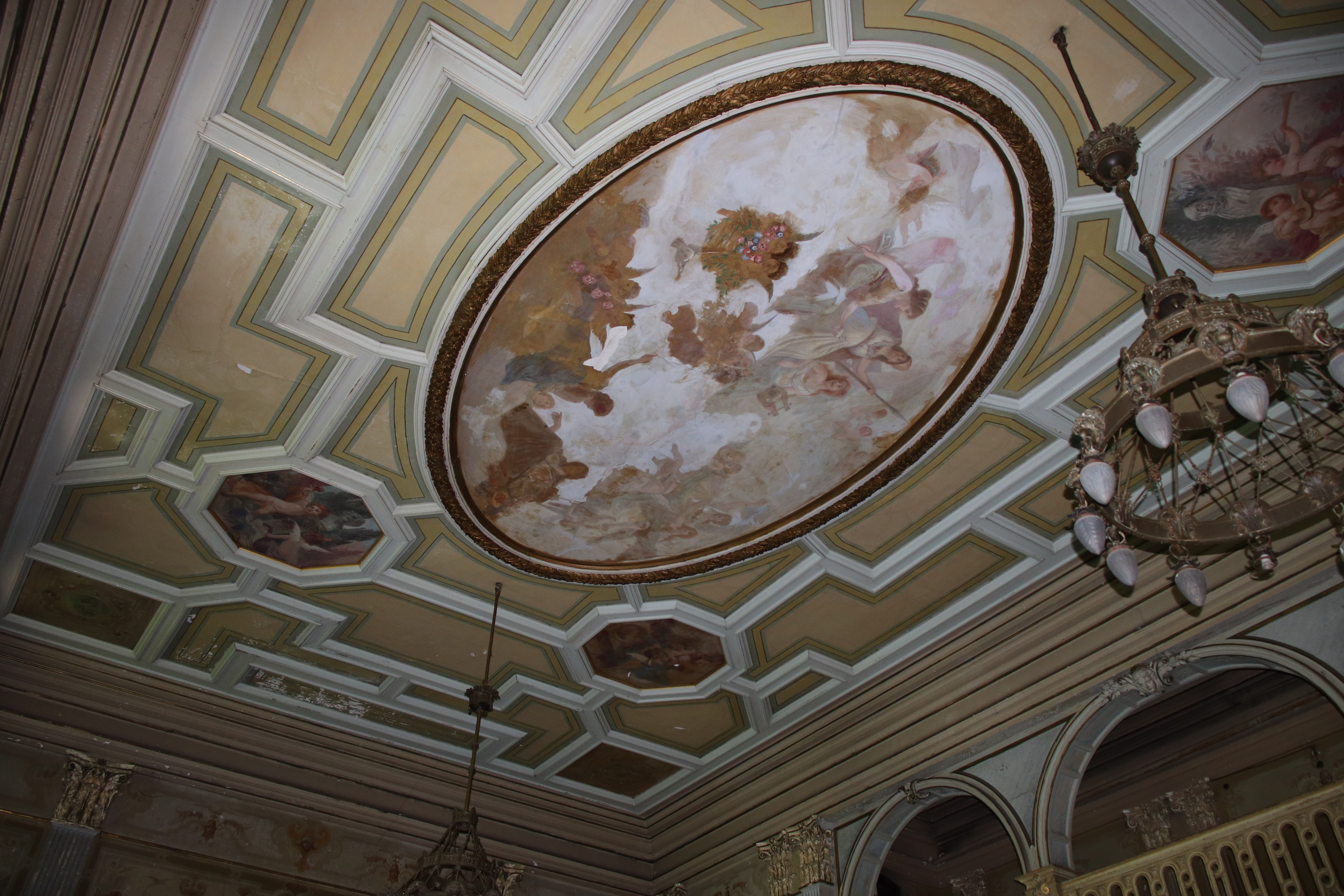
du plafond.
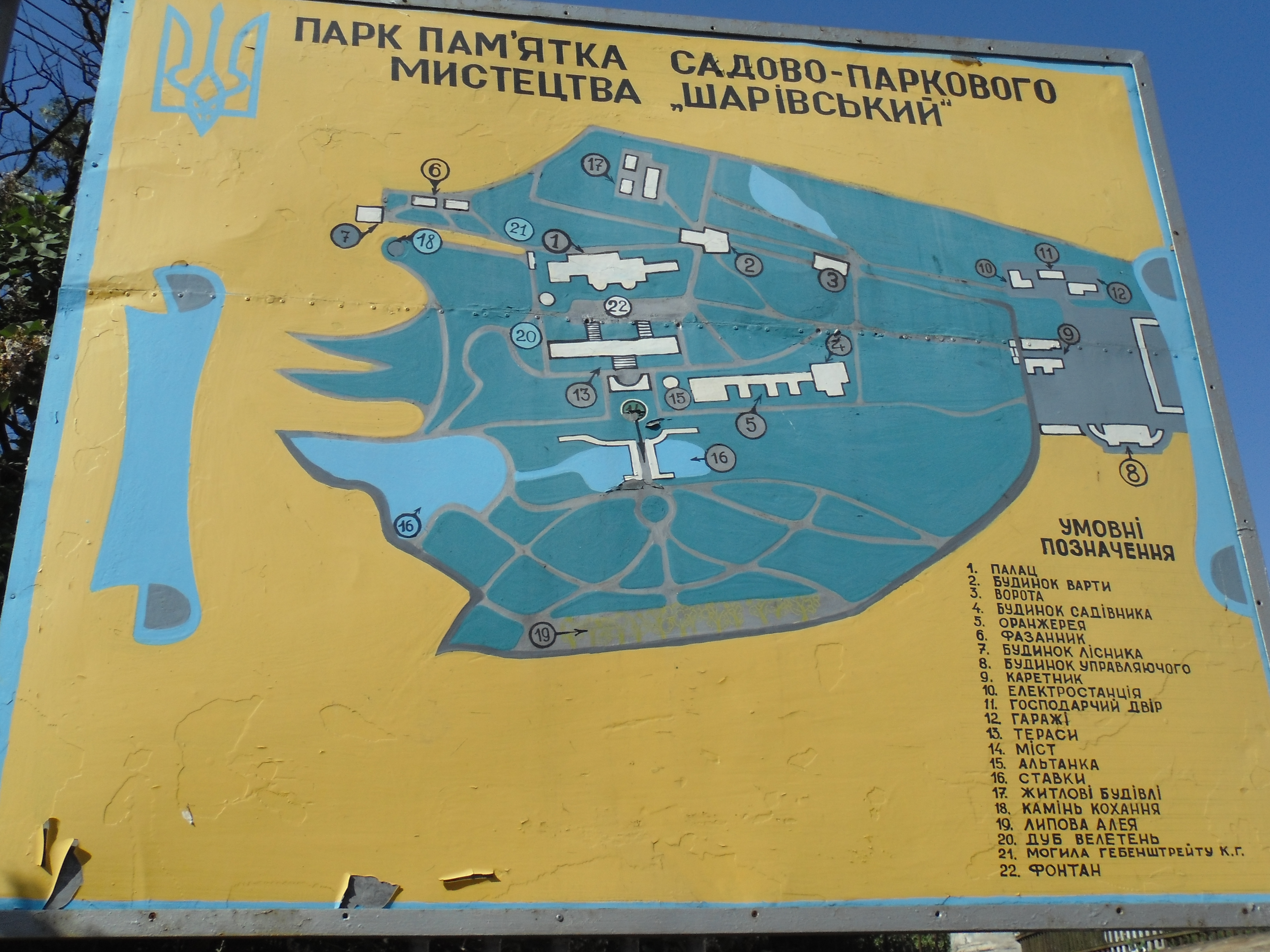
Carte.
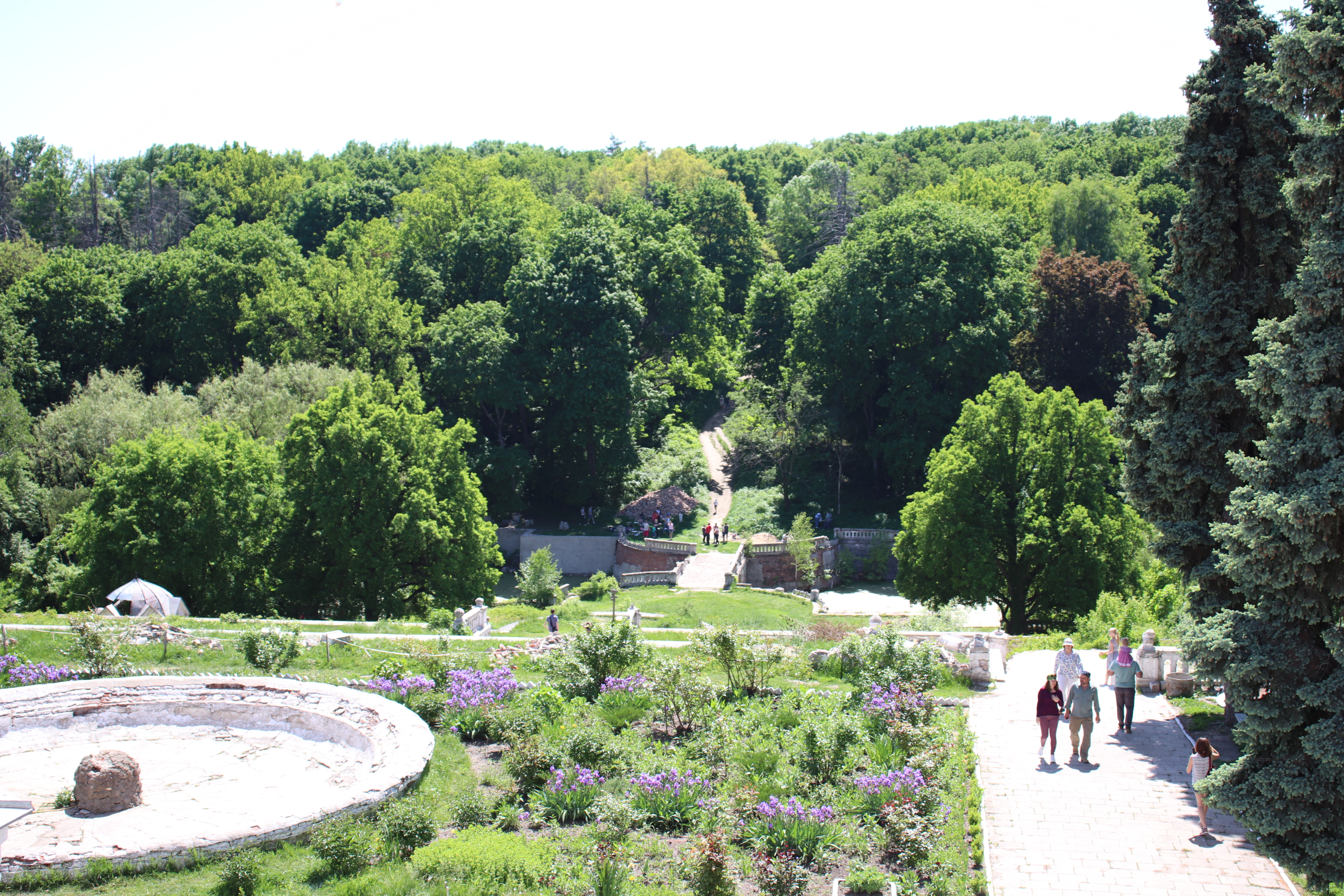
Le parc